# Amman Sport Club
Maillots
Le Amman Sport Club (en arabe : نادي عمان الرياضي), plus couramment abrégé en Amman SC, est un club jordanien de football fondé en 1976 et basé à Amman, la capitale du pays.

## Histoire
Amman Sports Club est l'un des plus anciens clubs du football jordanien, même si la date de fondation de l'équipe n'est pas connue. 
Le club a remporté son seul et unique trophée lors de la saison 1984, avec un titre de champion de Jordanie, remporté devant l'Al-Faisaly Club et l'Al-Weehdat Club. Ce succès a permis à l'Amman SC de devenir le premier club jordanien à prendre part à la Coupe d'Asie des clubs champions en 1985-1986, qui est de nouveau organisé par l'AFC après quinze années d'interruption. Malheureusement pour le club, l'aventure asiatique est de courte durée puisqu'il se fait éliminer dès son entrée en lice par le club irakien d'Al Rasheed. Amman connaît la relégation à l'issue de la saison 1988 et n'est plus revenu au plus haut niveau depuis.

## Palmarès
| Compétitions nationales                                                                           |
| ------------------------------------------------------------------------------------------------- |
| - Championnat de Jordanie (1) : - Champion : 1984. - Supercoupe de Jordanie : - Finaliste : 1985. |